# Chryzantemowy Tron
Chryzantemowy Tron – używana w publikacjach na Zachodzie (od XIX w.) nazwa odnosząca się do: (1) samego japońskiego tronu cesarskiego takamikura (高御座), służącego do ceremonii intronizacji nowego cesarza; znajduje się on w pawilonie Shishin-den Pałacu Cesarskiego w Kioto, ale na ostatnie dwie ceremonie intronizacji cesarzy: Akihito (1990) i Naruhito (2019), był czasowo przenoszony do sali Matsu-no-Ma w pałacu Kyūden w Tokio, (2) znacznie częściej używanej w sensie przenośnym o instytucji japońskiej monarchii, (3) cesarza jako głowy państwa.

## Wyjaśnienia
Oprócz tronu takamikura używanego wyłącznie w czasie głównej ceremonii intronizacji nowego cesarza, dla jego osoby przeznaczone są inne trony w pałacu i parlamencie. Mają one różne nazwy, m.in.: kōi, teii, ten’i. Tron tennō-no-gyokuza był używany w Izbie Parów (Kizoku-in), przez cesarzy Meiji i Taishō w latach 1868–1912. Obecnie jest to eksponat wystawiony w holu Izby Radców.
Skojarzenie tronu z chryzantemą pochodzi od Kiku-no-Gomon, 菊の御紋,  kamonu cesarza i rodziny cesarskiej.
Według japońskiej kroniki Nihon-shoki cesarstwo Japonii zostało założone w 660 r. p.n.e. przez legendarnego potomka bogini słońca Amaterasu o imieniu Jimmu, który panował w latach 660–585 p.n.e. Wszyscy kolejni cesarze uznawani są za jego następców. Obecny cesarz Naruhito jest 126. przedstawicielem dynastii na tronie.

## Galeria

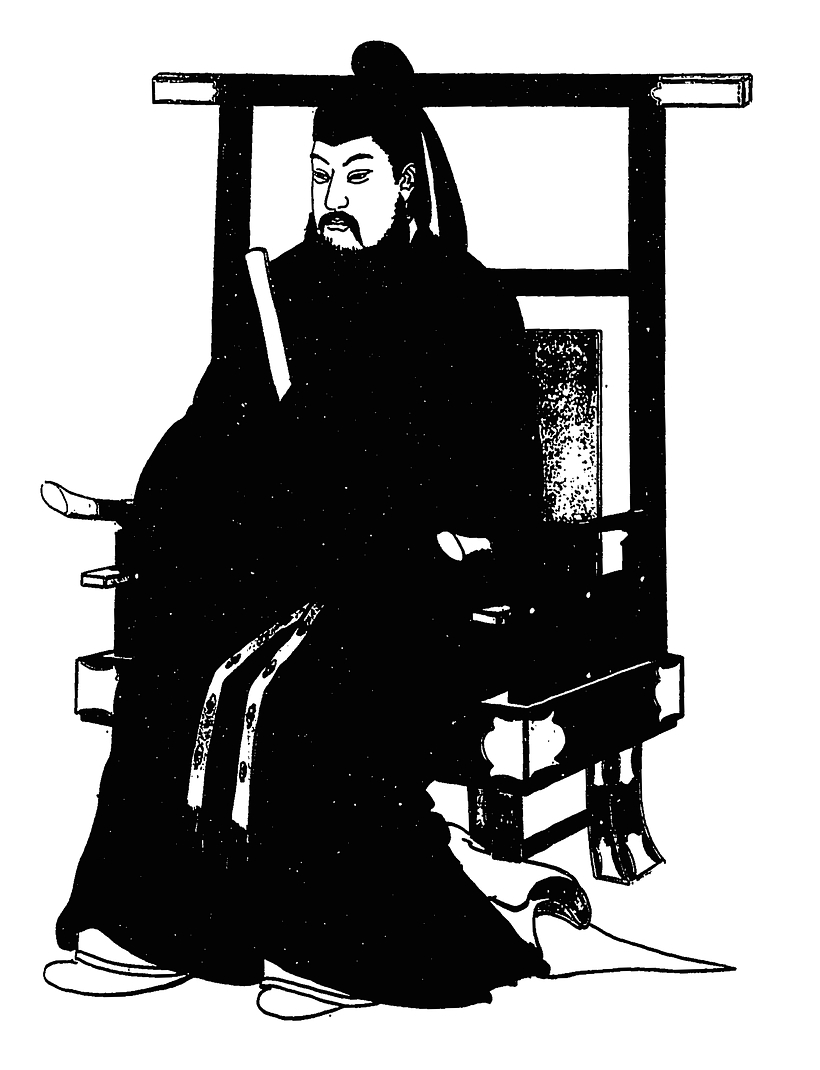
Cesarz Tenji (626-671) na tronie
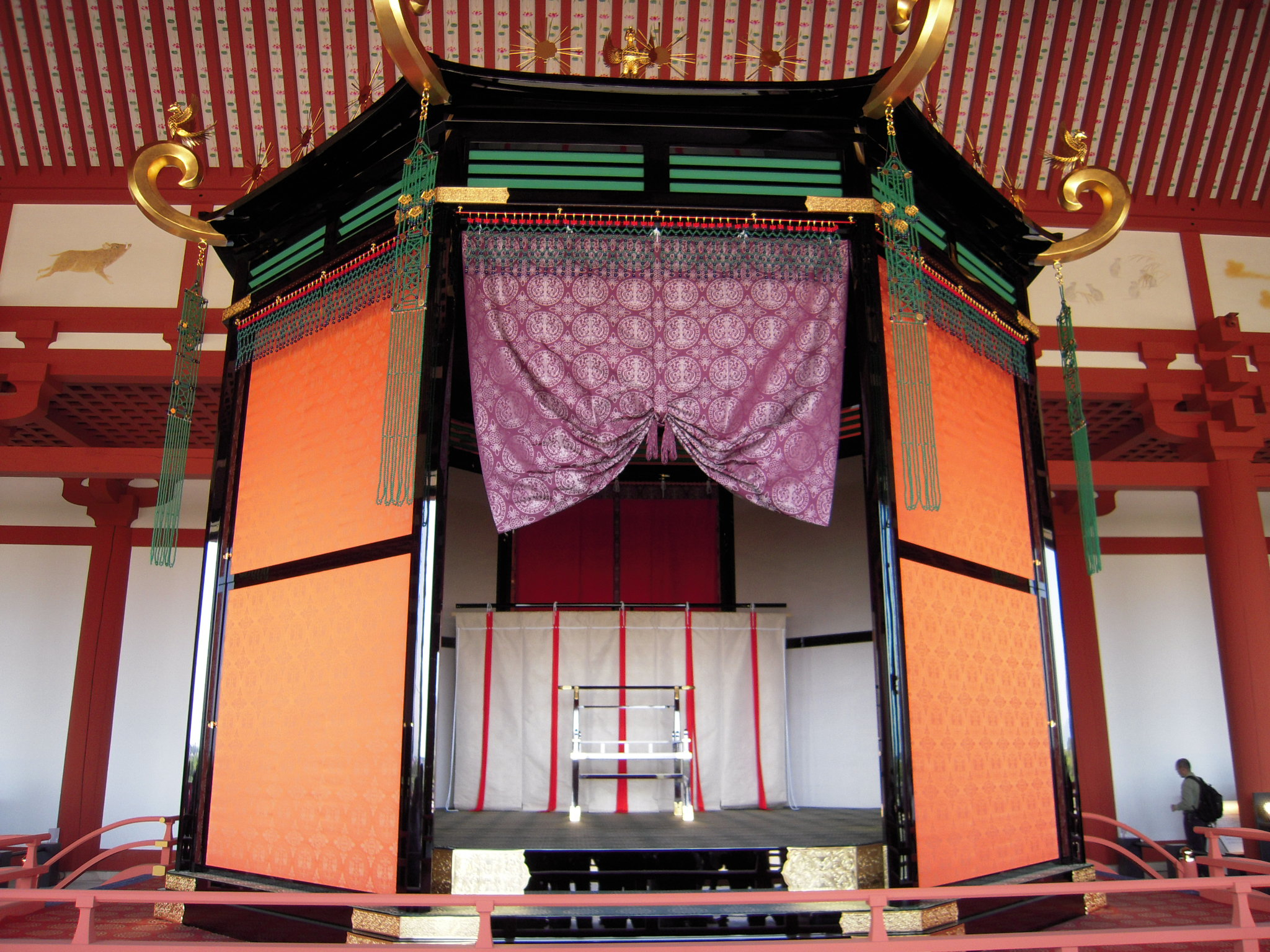
Zrekonstruowany tron z VIII w. ustawiony w odbudowanym pawilonie Daigoku-den, pozostałej części dawnego pałacu Heijō w Nara
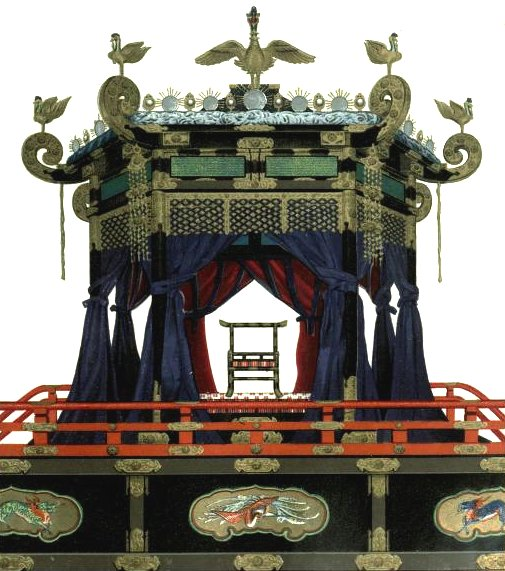
Takamikura[2] wykorzystana w czasie intronizacji cesarza Taishō (1915)
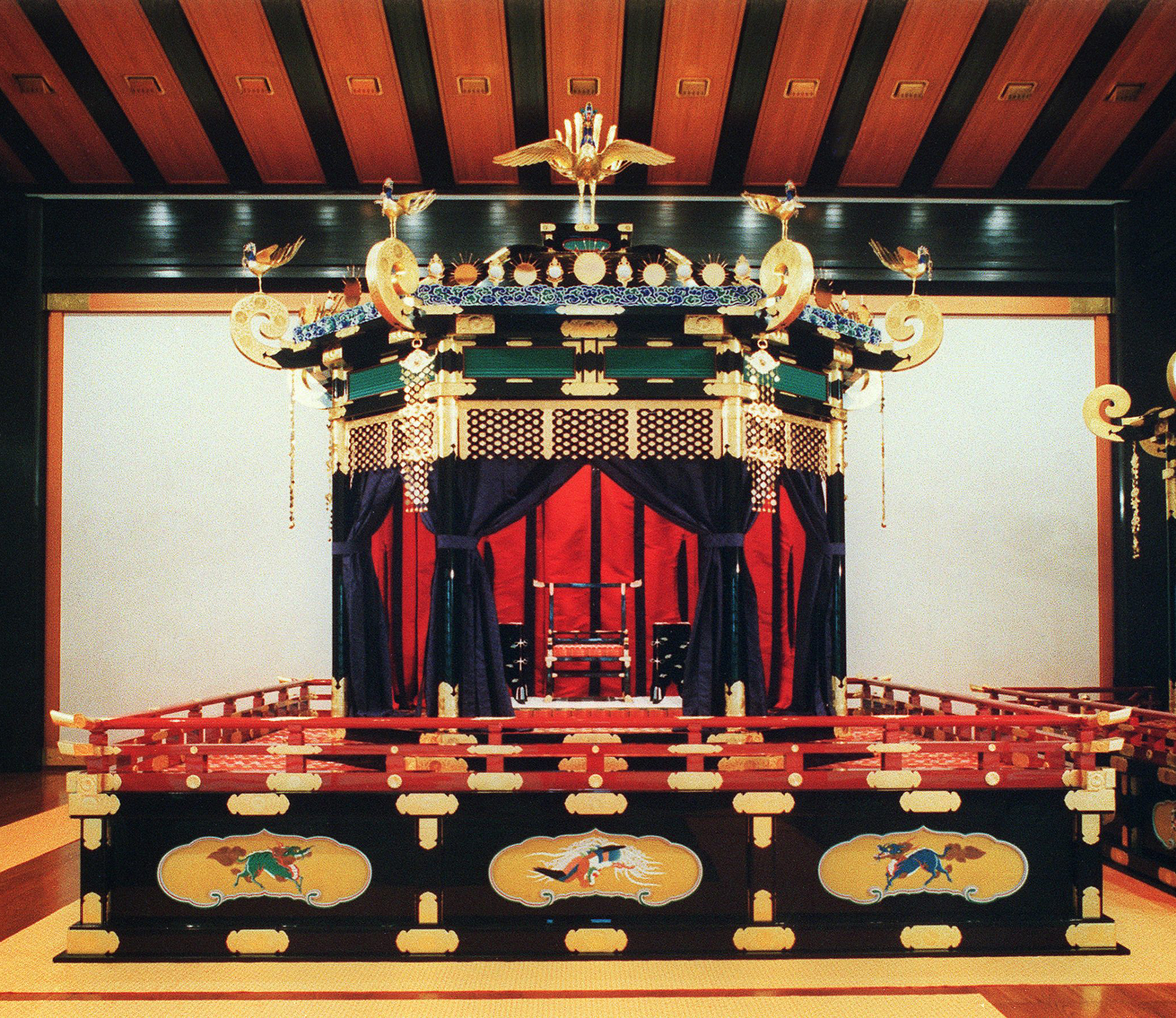
Takamikura (po renowacji) przewieziona z Kioto do Tokio na ceremonię intronizacji cesarza Naruhito (2019)
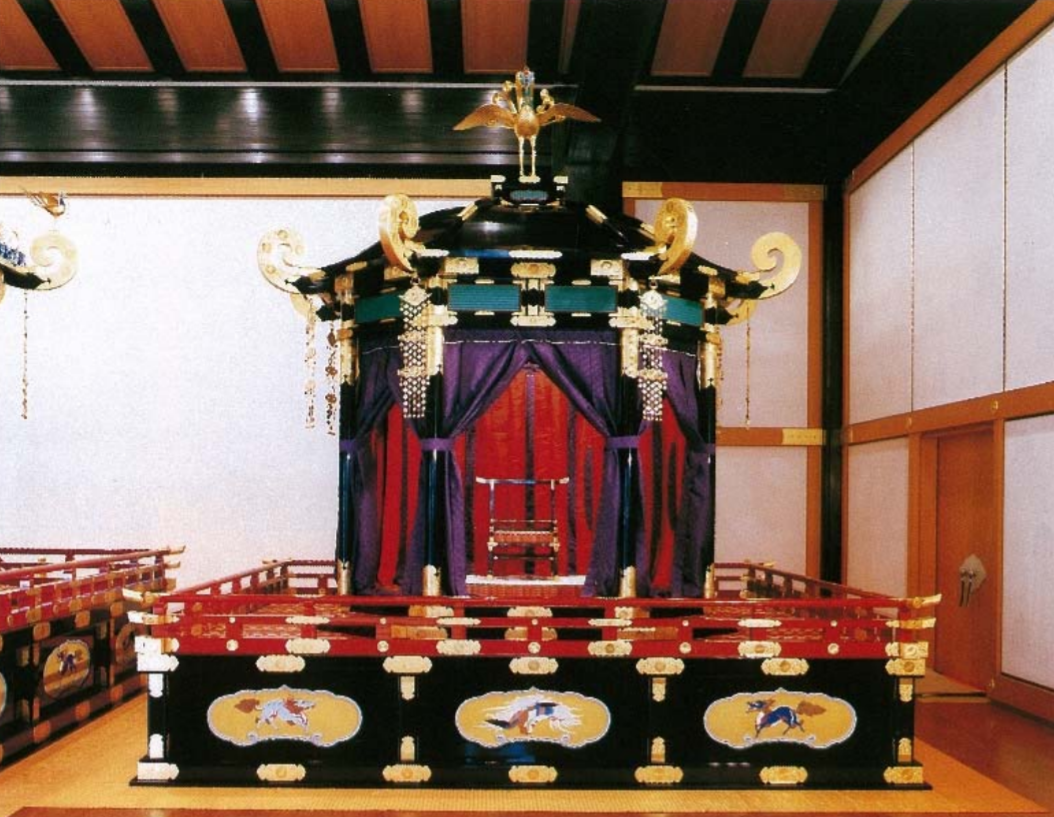
Michōdai, tron intronizacyjny cesarzowej

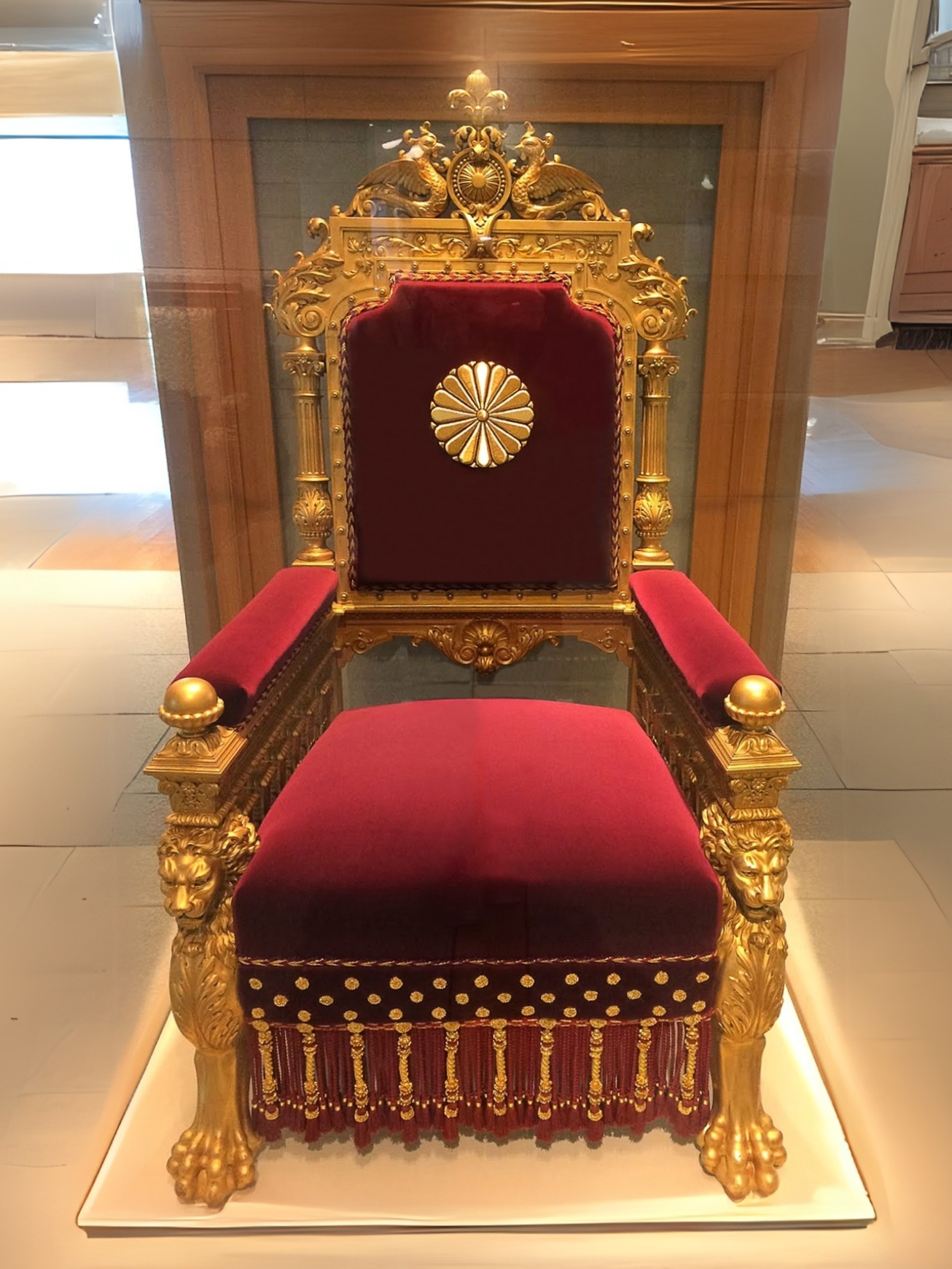
Tron cesarski z Izby Parów, obecnie eksponat
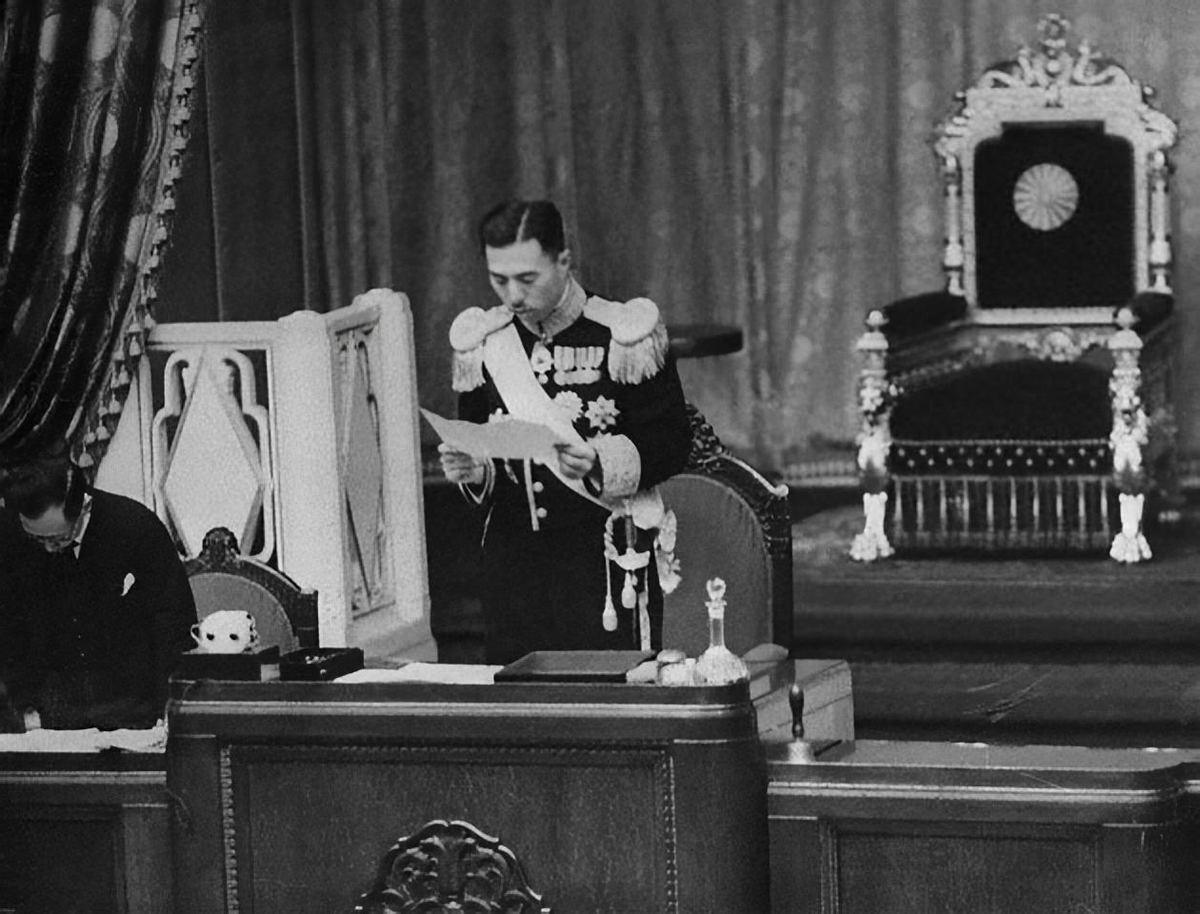
Przewodniczący Izby Parów Fumimaro Konoe czytający reskrypt cesarski (1936), w tle tron cesarza